# John de Vere (12e comte d'Oxford)
John de Vere (né le 23 avril 1408 au château de Hedingham – exécuté à Tower Hill le 26 février 1462), 12e comte d’Oxford, exerça les fonctions de conseiller de la Couronne et de juge pour l'East Anglia sous la régence et le règne de Henri VI. Rallié au parti des Lancastre au milieu des années 1450, il fut arrêté, accusé de haute trahison et décapité à Tower Hill.

## Biographie
John de Vere était le fils aîné de Richard de Vere, 11e comte d'Oxford, et de sa seconde femme Alice, veuve de Guy de Saint-Aubin et fille de Richard Sergeaux de Colquite (dans les Cornouailles). Son frère Philippe est le père de John de Vere, 15e comte d'Oxford.
Il était encore mineur à la mort de son père, le 15 février 1417. Il eut d'abord comme tuteur le duc d’Exeter jusqu'en 1426, puis le duc de Bedford. En 1425, encore mineur, le jeune comte d'Oxford épousa Élisabeth Howard (née vers 1410–1473/4), fille de Sir John Howard, 7e Lord Plaiz (né vers 1385 - mort en juin 1409), beau-frère du père de John Howard, 1er duc de Norfolk. Élisabeth, à la mort de son grand-père, Sir John Howard de Wiggenhall (né vers 1366 – 17 novembre 1436), hérita de terres dans le Norfolk, le Suffolk, l’Essex et le Cambridgeshire. Quoique le comte d'Oxford protestât que son mariage eût été arrangé par le duc d'Exeter, il n'avait pas été autorisé par le Roi, et Oxford fut condamné à verser une amende de 2 000 £ au Trésor de la Couronne. Selon Castor, le comte d'Oxford eut les plus grandes difficultés pour s'acquitter de cette énorme amende, car « ...le titre de comte d'Oxford était l'un des moins lucratifs » : en 1437, John de Vere se plaignait de ce que ses terres ne rapportent que 500 £ par an.
Le 26 mai 1426, John de Vere fut armé chevalier en même temps que 34 autres jeunes aristocrates, dont son propre frère Robert, et le prince Henri, alors âgé de seulement 4 ans. Le 4 juillet 1429, il obtint la survivance de ses fiefs, et en 1431 fut admis au Conseil privé de la Couronne. Tout au long des années 1430 et 1440, le comte d'Oxford fut l'une des principales autorités de l’East Anglia, membre de plusieurs commissions royales en Essex et seigneur justicier de Suffolk et du Cambridgeshire. Au mois de février 1435, il reçut mission de partir pour la Terre sainte, mais rien n'indique qu'il fit le voyage.
Au mois de juillet 1436, le comte d'Oxford convoqua ses hommes à Sandwich dans le Kent pour une expédition destinée à lever le siège de Calais entrepris par le duc Philippe le Bon. Le 23 juillet 1437 on le pria d'assister aux funérailles de la reine Jeanne à Canterbury. En juin 1439, il fut chargé, avec cardinal Henri Beaufort et d'autre émissaires, de négocier la paix avec la Couronne de France. Le 16 mai 1441, il quitta Portsmouth en compagnie du duc d’York, nommé lieutenant-général et gouverneur de France et de Normandie. Au mois de juin 1450, John de Vere faisait partie des chevaliers chargés de mater la rébellion du Kent menée par Jack Cade.
Vers la fin des années 1440, le comte d’Oxford étendit son influence politique de l’East Anglia au Norfolk. Il y était sans cesse reconduit comme juge, et en 1450, profitant de la disgrâce de William de la Pole, il complota avec John de Mowbray et John Fastolf pour abattre les partisans du duc de Suffolk dans le comté. Au printemps 1451, cependant, les alliés du duc de Suffolk s'étaient regroupés sous la bannière de Thomas de Scales et de la duchesse douairière, et dès 1452, des membres importants de la maison de Suffolk, Sir Thomas Tuddenham et John Heydon, retrouvaient une charge à la cour.
Au cours des années 1450, alors que la situation politique de l'Angleterre devenait de plus en plus confuse à cause des tensions entre les partis de Lancastre et d'York, le comte d’Oxford ménagea les deux camps, quoiqu'il fût membre du Conseil du Roi et que le duc d’York exerçât la charge de Lord Protector pendant la crise mentale du roi Henri, à l'hiver 1453–54. Le  28 mai 1454, avec six autres pairs et son frère, Robert Vere, il prit en mains la surveillance des côtes. Au mois de mai 1455, il rallia trop tard l'armée pour prendre part à la bataille de St Albans, et ce n'est qu'en 1459 qu'il prit enfin le parti de la reine Marguerite contre le duc d’York. Au mois de décembre 1459, puis au mois d'avril suivant, il fut chargé de lever des troupes en Essex contre les Yorkistes, et au mois de mai, son fils Aubrey de Vere, récemment marié à Anne, la fille du duc de Buckingham, est cité comme « favori de la reine. »

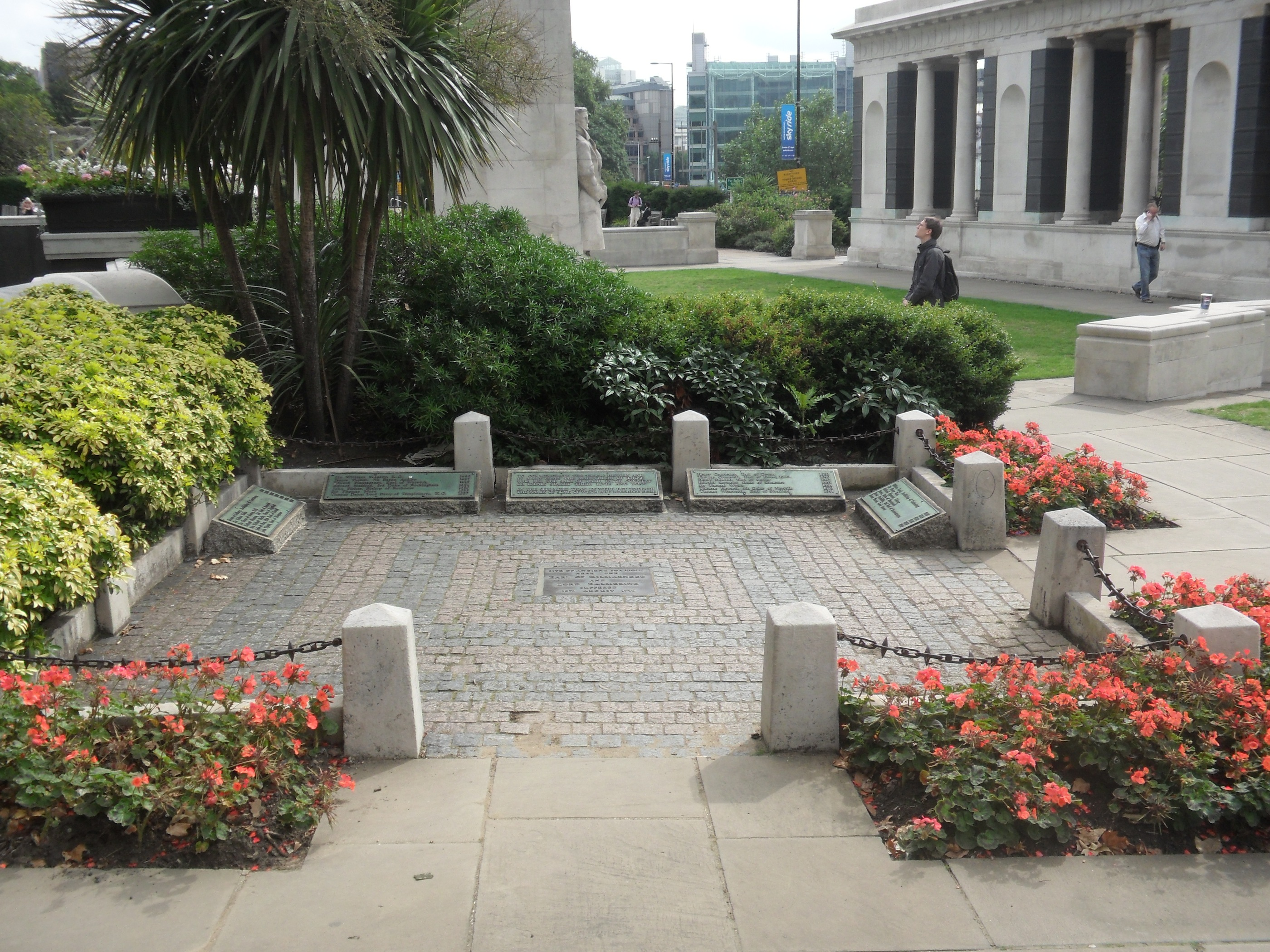
Emplacement de l'échafaud à Tower Hill

À l'issue de la victoire des Yorkistes à la bataille de Northampton en juillet 1460, le comte d'Oxford prétexta sa mauvaise santé pour ne plus paraître à la cour ni au Parlement. S'il entendait se dérober ainsi au régime du roi Édouard IV, ce fut un échec : il fut arrêté en février 1462 avec son fils Aubrey et Thomas Tuddenham, son ancien rival du Norfolk passé à la cause des Lancastre, et fut inculpé de haute trahison devant le Lord Grand Connétable d'Angleterre, John Tiptoft, 1er comte de Worcester. Le 26 février 1462, il était décapité à Tower Hill, et ses restes furent inhumés en la chapelle d’Austin Friars à Londres. Son fils aîné, Aubrey, ayant été exécuté six jours auparavant, ce fut son fils cadet, John, qui prit sa succession.